# Temporada da Stock Car Brasil de 2011
A temporada 2011 da Stock Car Brasil foi a 33 ª temporada da Stock Car Brasil. Ele começou em 20 de março, no Circuito de Interlagos e terminou em 6 de novembro em Velopark, após doze etapas.

## Pilotos e equipes
| Fabricante | Equipe                  | Nº  | Piloto             | Etapas |
| ---------- | ----------------------- | --- | ------------------ | ------ |
| Peugeot    | Red Bull Racing         | 0   | Cacá Bueno         | Todas  |
| Peugeot    | Red Bull Racing         | 29  | Daniel Serra       | Todas  |
| Peugeot    | Scuderia 111            | 1   | Antônio Pizzonia   | 7      |
| Peugeot    | Scuderia 111            | 2   | Alan Hellmeister   | 1–7    |
| Peugeot    | Scuderia 111            | 4   | Júlio Campos       | 1–6    |
| Peugeot    | Scuderia 111            | 20  | Ricardo Sperafico  | 8–10   |
| Peugeot    | Scuderia 111            | 41  | Diego Freitas      | 8      |
| Peugeot    | Scuderia 111            | 73  | Sérgio Jimenez     | 9      |
| Peugeot    | Scuderia 111            | 89  | Matheus Stumpf     | 10, 12 |
| Peugeot    | Amir Nasr Racing        | 1   | Antônio Pizzonia   | 3      |
| Peugeot    | Amir Nasr Racing        | 20  | Ricardo Sperafico  | 6–7    |
| Peugeot    | Amir Nasr Racing        | 31  | Willian Starostik  | 1–2    |
| Peugeot    | Amir Nasr Racing        | 53  | Alberto Valério    | 1–3    |
| Peugeot    | Amir Nasr Racing        | 70  | Tarso Marques      | 7      |
| Peugeot    | Amir Nasr Racing        | 89  | Matheus Stumpf     | 6      |
| Peugeot    | Bassani Racing          | 5   | Denis Navarro      | Todas  |
| Peugeot    | Bassani Racing          | 12  | Bruno Junqueira    | 11–12  |
| Peugeot    | Bassani Racing          | 16  | Diego Nunes        | 1–9    |
| Peugeot    | Itaipava Racing Team    | 14  | Luciano Burti      | Todas  |
| Peugeot    | Itaipava Racing Team    | 35  | David Muffato      | Todas  |
| Peugeot    | JF Racing               | 19  | Rodrigo Sperafico  | Todas  |
| Peugeot    | JF Racing               | 22  | Rodrigo Navarro    | Todas  |
| Peugeot    | Shell V-Power Racing    | 27  | Jacques Villeneuve | 7      |
| Peugeot    | Medley Full Time        | 80  | Marcos Gomes       | Todas  |
| Peugeot    | Medley Full Time        | 99  | Xandinho Negrão    | Todas  |
| Chevrolet  | Crystal Racing Team     | 3   | Cláudio Ricci      | 1–4    |
| Chevrolet  | Crystal Racing Team     | 4   | Júlio Campos       | 7–12   |
| Chevrolet  | Crystal Racing Team     | 10  | Ricardo Zonta      | Todas  |
| Chevrolet  | Crystal Racing Team     | 73  | Sérgio Jimenez     | 5–6    |
| Chevrolet  | AMG Motorsport          | 8   | Serafin Jr.        | 5–12   |
| Chevrolet  | AMG Motorsport          | 20  | Ricardo Sperafico  | 4      |
| Chevrolet  | AMG Motorsport          | 26  | Antonio Jorge Neto | 3      |
| Chevrolet  | AMG Motorsport          | 51  | Átila Abreu        | Todas  |
| Chevrolet  | Hot Car Competições     | 9   | Giuliano Losacco   | Todas  |
| Chevrolet  | Hot Car Competições     | 37  | Eduardo Leite      | Todas  |
| Chevrolet  | Esso Mobil Super Racing | 11  | Nonô Figueiredo    | Todas  |
| Chevrolet  | Esso Mobil Super Racing | 77  | Valdeno Brito      | Todas  |
| Chevrolet  | Vogel Motorsport        | 18  | Allam Khodair      | Todas  |
| Chevrolet  | Vogel Motorsport        | 25  | Tuka Rocha         | Todas  |
| Chevrolet  | RCM Motorsport          | 21  | Thiago Camilo      | Todas  |
| Chevrolet  | RCM Motorsport          | 63  | Lico Kaesemodel    | Todas  |
| Chevrolet  | Officer ProGP           | 23  | Duda Pamplona      | Todas  |
| Chevrolet  | Officer ProGP           | 33  | Felipe Maluhy      | Todas  |
| Chevrolet  | Eurofarma RC            | 65  | Max Wilson         | Todas  |
| Chevrolet  | Eurofarma RC            | 90  | Ricardo Maurício   | Todas  |
| Chevrolet  | A.Mattheis Motorsport   | 74  | Popó Bueno         | Todas  |
| Chevrolet  | A.Mattheis Motorsport   | 100 | Alceu Feldmann     | Todas  |

## Calendário
| 1           | Curitiba 1        | Autódromo Internacional de Curitiba          | 23 de março    |  |
| 2           | São Paulo 1       | Autódromo de Interlagos                      | 4 de abril     |  |
| 3           | Ribeirão Preto    | Circuito de rua de Ribeirão Preto            | 17 de abril    |  |
| 4           | Nova Santa Rita 1 | Velopark                                     | 15 de maio     |  |
| 5           | Campo Grande      | Autódromo Internacional Orlando Moura        | 6 de junho     |  |
| 6           | Rio de Janeiro    | Autódromo de Jacarepaguá                     | 3 de julho     |  |
| 7           | São Paulo 2       | Autódromo de Interlagos                      | 8 de agosto    |  |
| 8           | Salvador          | Circuito Ayrton Senna                        | 4 de setembro  |  |
| Super Final |                   |                                              |                |  |
| 9           | Santa Cruz do Sul | Autódromo Internacional de Santa Cruz do Sul | 18 de setembro |  |
| 10          | Londrina          | Autódromo Internacional Ayrton Senna         | 2 de outubro   |  |
| 11          | Brasília          | Autódromo Internacional Nelson Piquet        | 16 de outubro  |  |
| 12          | Nova Santa Rita 2 | Velopark                                     | 6 de Novembro  |  |